# The Old Road to Paradise
The Old Road to Paradise – tomik amerykańskiej poetki Margaret Widdemer, opublikowany w 1918, nagrodzony Columbia University Prize, czyli późniejszą Nagrodą Pulitzera w dziedzinie poezji, obok zbiorku Carla Sandburga Cornhuskers. Tomik został opatrzony dedykacją dla matki: To Mother with Margaret’s Love. Jak zaznaczono, utwory składające się na tomik były wcześniej publikowane w czasopismach The Bellman, The Bookman, Contemporary Verse, The Century Magazine, The Delineator, The Dial, Everybody s Magazine, The Forum, Good Housekeeping, Harper’s Bazar, Harper’s Magazine, Life, McClure’s Magazine, Midland, New Fiction Publishing Co., Poetry (Chicago), Poetry Review (Boston), Reedy’s Mirror, St. Nicholas, Southern Magazine, Smart Set, Touchstone iYouth’s Companion.